# Aladár Gerevich
Aladár Gerevich (Jászberény, 16. ožujka 1910. – 14. svibnja 1991.), mađarski
mačevalac (specijalnost – borba sabljom). Jedini je sportaš, u bilo kojem sportu, koji je pobijedio na šest (6) Olimpijskih igara – za redom i jedini sportaš koji je u istoj disciplini, ekipnoj borbi sabljom, pobijedio na Igrama šest puta u nizu. Osvojio je sveukupno sedam zlatnih, jednu srebrnu i dvije brončane olimpijske medalje. Njegov, vjerojatno nedostižni, niz bio bi sigurno još impresivniji da mu karijeru nije prekinuo Drugi svjetski rat.

## Karijera
Aladár Gerevich pojavio se prvi put na Olimpijskim igrama u Los Angelesu 1932. godine, a imao je tek 22 godine. Tada proslavlja svoju prvu pobjedu – ekipno zlato za Mađarsku, u borbi sabljom. Na Igrama u Berlinu 1936., osvaja ekipno zlato za Mađarsku, na način da briljira sa 17 pobjeda i 2 poraza. Potom osvaja brončanu medalju u pojedinačnoj konkurenciji, sve u borbi sabljom. U ekipnom floretu Mađari s Gerevichem zauzimaju (tek) sedmo mjesto.  
Poslije rata on se vraća, i na Igrama u Londonu 1948. pokazuje da je jači nego ikad.  Ne samo da ponovo osvaja ekipno zlato u sablji, nego u istoj disciplini osvaja svoje prvo (i jedino) pojedinačno zlato, i to s rekordom od 19 pobjeda i jednim porazom. U ekipnom floretu s Mađarskom zauzima peto mjesto.
1952. godine, na Olimpijskim igrama u Helsinkiju Gerevich osvaja puni komplet medalja:  broncu u ekipnom floretu, zlato u ekipnoj borbi sabljom i srebro u pojedinačnoj sablji. Na Igrama u Melbourneu, za Mađare teške i tragične, 1956. godine, Gerevich zauzima (samo) peto mjesto u individualnoj sablji, ali ponovo pomaže svojoj reprezentaciji da u ekipnoj borbi, u istoj disciplini, osvoji zlato.
Posljednji olimpijski nastup, na Igrama u Rimu 1960. ovaj vrsni sportaš, sada već 50-godišnjak, zaključuje ponovo zlatnom medaljom u ekipnoj sablji.  Njegova supruga Erna Bogen, njegov sin Pál Gerevich i tast Albert Bogen, također su osvajali medalje na Olimpijskim igrama.
- 1932. – OI, 1 zlatna medalja (sablja, ekipno)
- 1936. – OI, 1 zlatna medalja (sablja, ekipno), 1 brončana medalja (sablja pojedinačno)
- 1948. – OI, 2 zlatne medalje (sablja pojedinačno i sablja ekipno)
- 1952. – OI, 1 zlatna medalja (sablja ekipno), 1 srebrna medalja (sablja pojedinačno) i 1 brončana medalja (floret ekipno)
- 1956. – OI, 1 zlatna medalja (sablja ekipno)
- 1960. – OI, 1 zlatna medalja (sablja ekipno)